# Alves dos Reis
Pour les articles homonymes, voir Reis.
Artur Virgílio Alves dos Reis (1896-1955), est un faussaire, un aventurier et un entrepreneur portugais qui a perpétré, en bande organisée, une des plus grandes fraudes de l'histoire monétaire, et qui engendra la panique ou crise des billets de banque portugais (1925-1928).

## Les débuts
Alves dos Reis est issu d’un milieu petit bourgeois. Son père, entrepreneur de pompes funèbres, connait des problèmes financiers et finit par faire faillite. Reis souhaite devenir ingénieur, mais il abandonne ses études dès sa première année pour se marier avec Maria Luisa Jacobetty de Azevedo. En 1916, il décide d’émigrer en Angola qui est à l’époque une colonie portugaise, pour tenter de faire fortune et échapper aux humiliations que sa belle-famille lui fait subir en raison de leurs différences sociales.
Reis se fabrique un faux diplôme de l’université d’Oxford, provenant d’une école qui n’existe pas, la Polytechnic School of Engineering, grâce auquel il obtient un poste de direction dans une entreprise de travaux publics. Selon ce diplôme, il aurait étudié les sciences de l’ingénierie, la géologie, la géométrie, la physique, la métallurgie, les mathématiques pures, la paléographie, la construction mécanique, l’électrotechnique, la mécanique et la physique appliquée.
Avec un chèque sans provision, il acquiert la majorité des actions de la Société des Chemins de Fer Transafricains d’Angola, à Moçâmedes, ce qui le rend riche et lui vaut un certain crédit.

## L’affaire Acambaca
Reis revient à Lisbonne en 1922 et prend alors le contrôle d’Ambaca, une concession automobile américaine en difficulté. Pour cela, il émet pour 100 000 $ US de chèques sans provision, puis il utilise les fonds d’Ambaca pour couvrir les chèques. 
Avec l’argent restant, il tente de prendre le contrôle de la Companhia Mineira do Sul de Angola, compagnie minière d'Angola, mais la fraude est découverte et il est arrêté le 24 juillet 1924 pour détournement. Il prétend être la victime d'un complot et le 27 août suivant, il est libéré après 34 jours de détention.

## L’affaire de la Banque du Portugal
Pendant sa détention Reis conçoit un plan encore plus ambitieux : fabriquer un faux contrat au nom de la Banco de Portugal, qui est à l’époque partiellement privée et la seule banque d'émission monétaire habilitée, pour obtenir frauduleusement des billets de banque imprimés par un organisme officiel et ayant donc la même qualité que les vrais.
En 1924, Reis contacte d’éventuels partenaires et leur détaille son plan. Parmi ses complices et collaborateurs, il y a le financier hollandais Karel Marang van Ysselveere, l’espion allemand Adolph Hennies, Adriano Silva; Moura Coutinho; Manuel Roquette et José Bandeira, le frère d’António Bandeira, l’ambassadeur du Portugal à La Haye.
Grâce à José Bandeira, Reis obtient la signature de l’ambassadeur pour le contrat puis il le rédige et obtient des certifications notariées, entre autres, des consulats du Royaume-Uni, d’Allemagne et de France. Puis il traduit le contrat en français, imite les signatures des officiels de la Banque du Portugal et réussit à le faire certifier. 
Avec ce contrat, Reis obtient la coopération d’entrepreneurs hollandais.
Karel Marang apprend par une imprimerie hollandaise que les billets de banque portugais sont imprimés en Angleterre par Waterlow and Sons (en), l'un des trois gros imprimeurs fiduciaires de Londres. Le 4 décembre 1924, Marang prend contact avec William Waterlow muni d’une lettre d’introduction. Il lui explique que pour des raisons politiques l’affaire requiert la plus grande discrétion et lui promet qu’il recevra sous peu une confirmation de Lisbonne. L’objectif allégué pour l’impression des billets est un prêt au développement pour l’Angola. Quand Waterflow reçoit la lettre de confirmation, falsifiée par Reis, il accepte le contrat. Il écrivit tout de même au directeur de la Banque du Portugal Inocêncio Camacho Rodrigues pour lui parler de l'accord avec Marang, mais la lettre n’arriva jamais à destination.
Marang prétend que les billets ne circuleront que dans les colonies avec la mention « Angola » imprimée dessus, et que donc Waterflow peut utiliser pour fabriquer les billets des numéros déjà en circulation au Portugal. Waterlow and Sons Limited imprime à la date du 17 novembre 1922, 600 000 billets de 500 escudos portugais à l’effigie de Vasco de Gama, pour une somme de 100 millions d’escudos, soit près de 50 % de la masse monétaire du pays : le nombre de faux billets est presque aussi élevé que celui des vrais ! La première livraison s’effectue en février 1925, c’est-à-dire un an après la mise en circulation des vrais billets de 500 escudos à l’effigie de Vasco de Gama. Les billets sont transportés au Portugal avec l’aide de ses complices. José Bandeira utilise la valise diplomatique de son frère et Karel Marang ses connexions avec le consulat du Libéria à Londres.
Bien que Reis soit l’instigateur de la fraude et l’auteur des fausses écritures, il ne reçoit que 25 % des gains, qui lui permettent tout de même de créer sa propre banque, la Banco de Angola e Metrópole. Elle lui permet de faire circuler rapidement son argent en offrant des conditions de prêts défiant tout concurrence. Pour obtenir les autorisations nécessaires à l’ouverture de son établissement, il falsifie à nouveau certains documents.
Il investit massivement en devises et en bourse, créant un léger regain de l’économie portugaise. Il achète le Palácio do Menino de Ouro, (le Palais des Garçons Dorés (Golden Boys (sic)), qui est aujourd’hui l’immeuble du British Council à Lisbonne, ainsi que trois domaines agricoles, une flotte de taxis, de nombreux bijoux et vêtements de marque pour sa femme et la maîtresse de José Bandeira, Fie Carelsen, une actrice hollandaise. Il tente de racheter le journal Diário de Notícias mais il échoue dans sa manœuvre.
Reis a aussi l’intention de prendre le contrôle de la Banque du Portugal pour déjouer d'éventuelles investigations sur sa fraude. Pendant l’été 1925, il acquiert 7 000 actions de la banque, fin septembre il en possède 9 000, en novembre 10 000. Il lui en aurait fallu 45 000 pour prendre contrôle de la banque.

### La fin de l’aventure
Pendant l’année 1925, la rumeur se répand que des faux billets circuleraient dans le pays mais que les experts ne parviennent pas à les repérer. En octobre de la même année, un caissier d’Oporto émet des doutes sur un billet et téléphone à sa direction, à Lisbonne. À partir du 23 novembre 1925, Alves dos Reis et ses affaires attirent l’attention des journalistes du plus important quotidien de l’époque O Século (Le Siècle). Ils désirent comprendre comment la banque de Reis est capable de prêter de l’argent à des taux si bas sans recevoir de dépôts. Au début, ils envisagent même que ce soit une tactique de l’Allemagne pour déstabiliser le pays et obtenir ainsi une position de force en Angola.
O Século révèle alors publiquement la fraude le 5 décembre 1925. Le jour précédent, Alves a reçu la visite d’un inspecteur du Conseil des banques commerciales João Teixeira Direito qui venait enquêter sur un important dépôt de la Banco de Angola e Metrópole, en billet de 500 escudos, chez un agent de change de Pinto da Cunha. Il découvre sur certains billets des numéros de série en double. Les autorités donnent l’ordre aux banques de mettre leurs billets dans des coffres et de contrôler leur numéros. On trouve de nombreux doublons et la Banque du Portugal contacte Waterlow and Sons et l’escroquerie de Reis est enfin découverte. Le 6 décembre, le capital de la Banco de Angola e Metrópole est confisqué. Reis et la plupart de ses complices sont arrêtés. Reis lui-même est capturé sur le pont de l’Adolph Woerman, un bateau qui partait pour l’Angola. Il a alors 28 ans. Marang réussit à s’échapper, ainsi qu’Adolph Hennies qui était pourtant avec Reis au moment de son interpellation.
Pendant le procès, les documents falsifiés par Reis apparaissent si convaincants aux juges qu’ils soupçonnent des employés de la Banque du Portugal d’en être complices, ce qui retarde la procédure pendant... cinq ans. En mai 1930, Reis est finalement condamné à 20 ans de réclusion. En prison, il se convertit au protestantisme et entreprend de convertir les autres prisonniers.
Il est libéré en mai 1945. Plusieurs banques lui offrent un emploi, mais il refuse. Il retourne en Angola où il s’occupe d’une plantation de café. Là bas, il gagne l’estime des paysans noirs en leur montrant comment ne pas se faire escroquer sur la part de récolte qui leur revient selon l’usage. Dans ce contexte, il est à nouveau accusé de fraude et sur le point d'être arrêté.
Il meurt en 1955, pauvre, d’une crise cardiaque, juste avant d’être incarcéré.

### Le sort des complices
Bandeira est condamné à la même peine que Reis. Il meurt le 9 juin 1957, lui aussi dans la pauvreté.
Hennies s’enfuit en Allemagne et réapparait plus tard sous son vrai nom : Hans Döring. Il meurt en 1957, pauvre.
Marang est jugé aux Pays-Bas et condamné à seulement 11 mois de prison. Il se fait naturaliser français, devient consultant et meurt dans l’opulence à Cannes en 1960.

### Répercussions

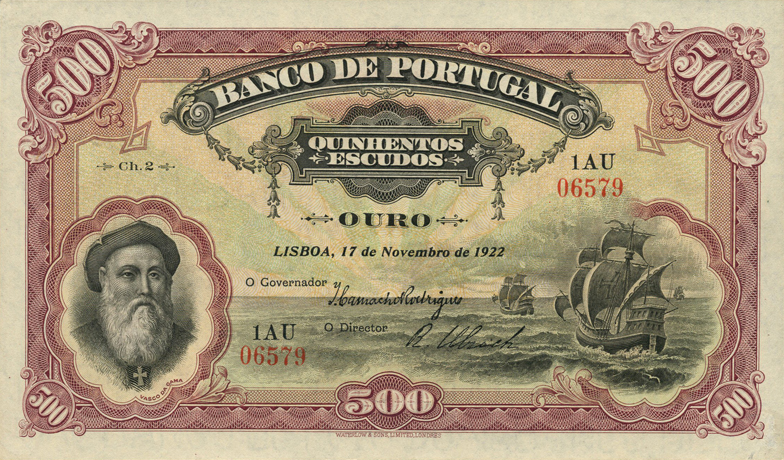
Recto du billet de 500 escudos Vasco de Gama (série 1922) avec numéro fraudé.

La fraude de Reis eut d’énormes répercussions sur l’économie et la politique portugaise. L’escudo fut fortement déstabilisé et perdit beaucoup de crédibilité ; l'escudo angolais disparut, remplacé par l'angolar. Il y eut aussi une crise gouvernementale.
En 1926, un an après l’arrestation de Reis, une dictature militaire mit fin à la République. En 1928, António de Oliveira Salazar est nommé au poste de Ministre des Finances (en) avec les pleins pouvoirs en matière budgétaire. En un an, il procède à un redressement économique spectaculaire : l'équilibre budgétaire est atteint et la stabilisation de la monnaie est acquise (cf. Estado Novo).
La Banque du Portugal poursuivit Waterlow and Sons devant la Haute Cour de justice. Après un des procès les plus compliqués de l’histoire judiciaire anglaise, le cas fut finalement jugé devant la Chambre des lords le 28 avril 1932 en faveur de la Banque du Portugal qui reçut 610 392 livres sterling de dédommagements (plus de 2,5 milliards d'escudos). La compagnie Waterlow and Sons ne se remit jamais vraiment du scandale et fut rachetée en 1961 par De La Rue. Sir William Waterlow a été démis de ses fonctions de président et a été élu maire de Londres en 1929. Il mourut d’une péritonite le 6 juillet 1931, avant que la chambre des Lords ne rende son verdict.

## Postérité et représentations
En 1974, la télévision italienne produit une mini-série intitulée Accadde a Lisbona (C'est arrivé à Lisbonne) inspirée de cette affaire.
En 1991, Duplikát, l'un des épisodes de la série télévisée germano-tchécoslovaque Dobrodružství kriminalistiky (Aventures de criminels), s'inspire de la vie d'Alves dos Reis.
En 2000, la vie d'Alves dos Reis est portée à l'écran dans une série télévisée portugaise, Alves Reis, Um Seu Criado (RTP1), écrite par l'ancien enquêteur de la Polícia Judiciária, Francisco Moita Flores.
Quelques faux billets de Reis ont été vendus aux enchères le 27 octobre 2005 pour 6 500 euros et, en 2016, par Heritage Auctions, un seul billet partit pour 7 500 dollars.
En janvier 1922, le poète portugais Fernando Pessoa écrivait son unique roman intitulé Le Banquier anarchiste, lequel, publié la même année sous le nom de Bernardo Soares, s'il ne s'inspire pas de la vie d'Alves dos Reis, présentait, rétrospectivement, de curieux échos avec le scandale des faux-vrais billets de la Banco de Portugal. Cet ouvrage et l'affaire Reis servirent à l'artiste postmoderne Jan Peter Hammer pour bâtir une installation vidéo appelée The Anarchist Banker , qui fut présentée en 2010 juste après les débuts de la crise financière de 2008.